# Old Three Hundred

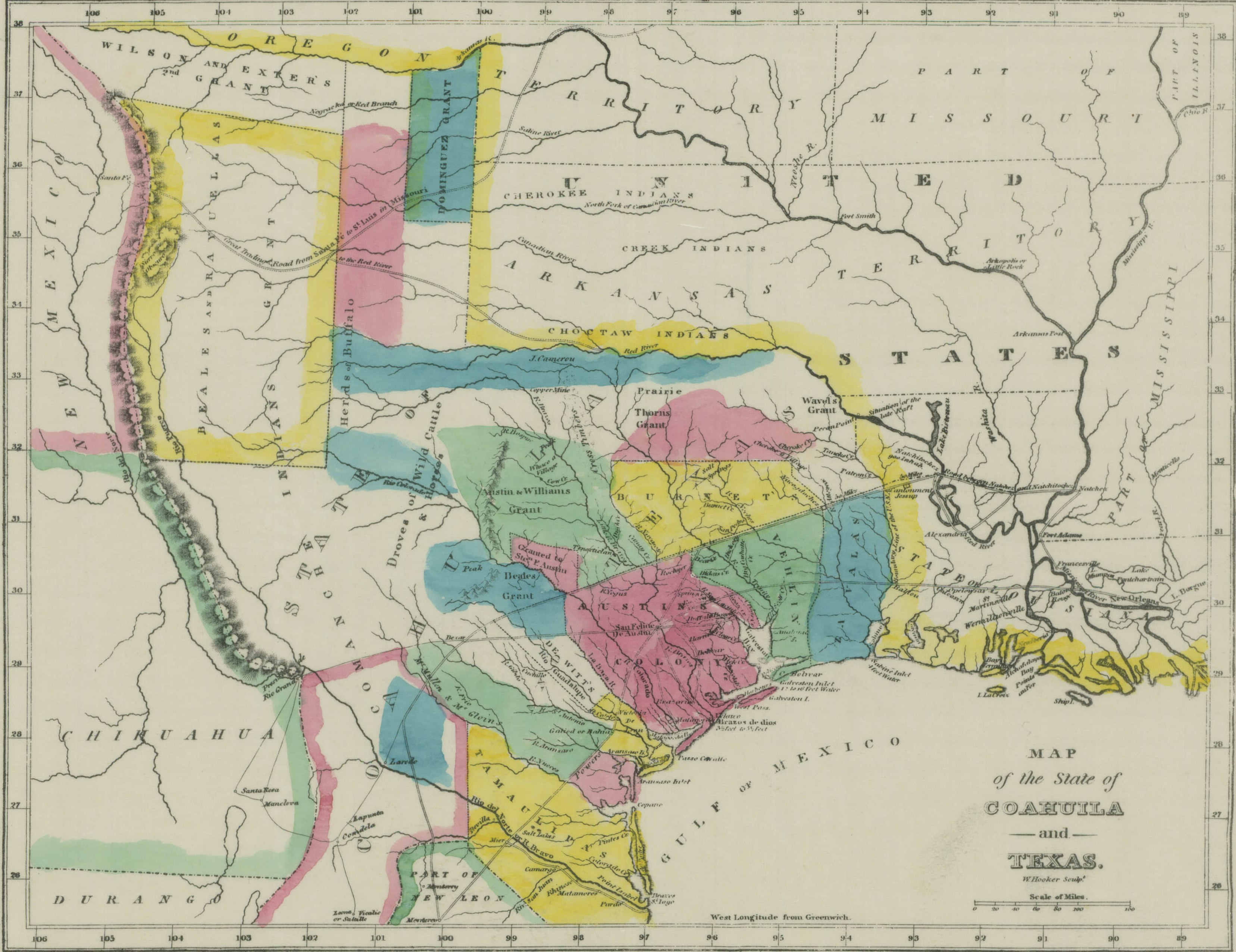
Carte de l'État de Coahuila y Tejas en 1833, le territoire concédé à Austin est en rose, Austin Colony.

Les Old Three Hundred (en français : « Trois cents anciens »), c'est ainsi que l'on nomme les 297 acquéreurs, constitués de familles ou d'hommes célibataires, qui achetèrent 307 parcelles de terre à Stephen Fuller Austin, entre 1824 et 1828, puis établirent une colonie dans l'actuel comté de Brazoria au Sud-Est du Texas.

## Contexte
En 1820, Moses Austin, un homme d'affaires américain ayant acquis la citoyenneté espagnole afin d'établir une colonie dans le Missouri, se rend à San Antonio de Bexar afin d'y obtenir un empresario au Texas espagnol. Le gouverneur, Antonio María Martínez, refuse de recevoir Austin et ordonne qu'il quitte le territoire sur-le-champ. Alors qu'il s'en retourne, Austin rencontre une connaissance, Felipe Enrique Neri, baron de Bastrop.  Ce dernier écoute le projet d'Austin et use de son influence pour persuader le gouverneur du bien-fondé de la requête. La demande d'Austin est approuvée en janvier 1821. Il retourne au Missouri avec l'autorisation de faire venir 300 colons au Texas.  En chemin, il est attaqué par des bandits et sérieusement blessé. Peu après son arrivée, Austin meurt, léguant son empresario à son fils, Stephen Fuller Austin.

## Indépendance du Mexique

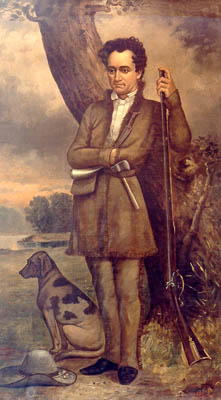
Portrait de Stephen Fuller Austin vers 1830.

Stephen Austin se prépare à réaliser le projet de son père, et pendant l'été 1821, avec un petit groupe de colons, ils se rendent au Texas. Avant d'arriver à San Antonio pour y rencontrer le gouverneur, ils apprennent que le Mexique est devenu indépendant de l'Espagne, faisant du Texas un territoire mexicain. Le gouverneur Martínez l'assure cependant que le gouvernement mexicain honorera le contrat conclu par son père.
Austin se rend en Louisiane afin d'y recruter des colons. Il leur offre des terres à 12,5 cents par acre, soit au dixième du prix des terres alors vendues aux États-Unis. Les colons sont en outre exemptés de droit de douane pendant sept ans et d'impôts pendant dix ans. En retour, on attend d'eux qu'ils deviennent citoyens mexicains.
En mars 1822, Austin apprend que le nouveau gouvernement mexicain n'a toujours pas ratifié le contrat que son père avait conclu avec l'Espagne. Il est contraint de se rendre à Mexico, à plus de 1 900 km de là, afin d'y débloquer son dossier.

## Les trois cents
La « loi impériale de colonisation mexicaine » de 1823 permet à un empresario d'obtenir un droit de propriété sur la province mexicaine du Texas. L'empresario et un commissaire mandaté par le gouverneur reçoivent l'autorisation de distribuer la terre aux colons et d'établir des titres de propriété au nom du gouvernement mexicain. C'est le seul et unique contrat qui sera établi grâce à cette loi.
Entre 1824 et 1828, Austin établit 297 titres de propriété. Chaque chef de famille reçoit un minimum de 177 acres (environ 72 hectares) de terres, pour ceux désirant y pratiquer l'agriculture et de 4 428 acres (environ 1792 hectares) pour les éleveurs de bétail. La parcelle peut être plus étendue pour les familles nombreuses ou pour ceux désireux d'y établir une nouvelle industrie, mais les terres peuvent leur être reprises si elles ne sont pas exploitées dans les deux ans.
Les colons qui reçurent leur titre de propriété grâce à ce premier contrat avec Austin sont appelés les Old Three Hundred, et constituèrent le premier afflux organisé d'immigrants anglo-américains au Texas. Les terres étaient situées dans une région qui n'était alors peuplée ni par des Espagnols ni par des Mexicains, comprise entre les fleuves Brazos, à l'est, et Colorado, à l'ouest, et de la côte du golfe du Mexique, au sud, jusqu'à la route de San Antonio, au nord. Cette présence majoritaire de colons américains dans le Texas mexicain justifiera la révolution texane, une guerre d'indépendance contre le Mexique, puis l'annexion du Texas par les États-Unis; la principale cause de la guerre américano-mexicaine.